# Brian Bonsall
Brian Eric Bonsall (Torrance, California, 3 de diciembre de 1981) es un exactor estadounidense. Es conocido por interpretar a Andy, en la serie Family Ties desde 1986 hasta 1989. Es conocido también por interpretar a Alexander Rozhenko, el hijo de Worf, en Star Trek: la nueva generación.

## Primeros años y carrera de actuación
Bonsall nació en Torrance, California. A los 5 años, obtuvo el papel de Andy Keaton en la serie Family Ties. Bonsall ganó tres Premios Young Artist por su actuación en la serie. También estuvo nominado por la película Do You Know the Muffin Man? en 1990. Hizo su debut en la película Mikey.
Es conocido en ciencia ficción, por interpretar a Alexander Rozhenko, hijo de Worf en Star Trek: la nueva generación. 
Interpretó al hijo de Patrick Swayze en Father Hood. En 1994, protagonizó en la película de Disney Blank Check y coprotagonizó con Bob Saget en Father and Scout. Sus otros créditos fueron Mother Goose Rock 'n' Rhyme y apariciones en The Super Mario Bros. Super Show! y The Young Riders.

## Vida después de la actuación
En 1995, Bonsall se retiró de la actuación y se mudó con su madre y su padrastro a Boulder, Colorado. Asistió a Boulder High School, graduándose en 2000. También se hizo músico, formando una banda de rock con sus amigos llamada Late Bloomers en 1998. 

### Problemas con sustancias
Desde que dejó la actuación, Bonsall tuvo una serie de encontronazos con la ley. En 2001, fue declarado culpable de conducir bajo los efectos del alcohol, y en 2004, fue arrestado bajo sospecha de conducir ebrio. El 28 de marzo de 2007, Bonsall fue arrestado por cargos de asalto en segundo grado y detención ilegal después de un altercado con su novia. En una declaración de culpabilidad, Bonsall se declaró culpable de asalto en tercer grado y los demás cargos fueron retirados. Fue sentenciado a 24 meses de libertad condicional el 31 de agosto.
En junio de 2008, Bonsall fue acusado de violar las condiciones de su libertad condicional al no pagar las clases de violencia doméstica, la falta de pruebas de alcoholemia diarias, fallar en una prueba, y negarse a una prueba de orina. Debió estar presente en la corte programada el 16 de julio de 2008, para responder estas violaciones. Bonsall no concurrió, sin embargo, se emitió una orden de arresto, junto con una fianza de 2.500 dólares. Después de más de un año a la fuga, el 5 de diciembre de 2009, Bonsall fue arrestado por el Departamento de Policía de Boulder por la falta de comparecencia después de ser detenido por asaltar a su mejor amigo con un taburete de la barra. En el informe de la policía, Bonsall dijo que él tenía trastorno bipolar. Bonsall también admitió beber mucho y tomar muchas drogas en la medida que "olvidaba cosas." 
El 11 de diciembre de 2009, Bonsall fue acusado en Colorado de agresión en segundo grado después que la policía dijo que golpeó repetidamente a un amigo con un taburete de madera en un bar el 5 de diciembre.
El 19 de febrero de 2010, Bonsall fue arrestado bajo el cargo de posesión de marihuana en violación de su libertad condicional.
El 9 de abril de 2010, Bonsall se declaró culpable de agresión y agresión en tercer grado en relación con la pelea en el bar en Colorado y fue sentenciado a dos años de libertad condicional.

## Vida personal
En 2016, Bonsall realizó una gira con la banda de rock The Ataris. Ese mismo año, afirmó haber estado limpio y sobrio desde su arresto en 2010: "Mis encontronazos con la ley como borracho ya ha pasado 10 años, así que estoy muy feliz por eso. No estoy orgulloso de mis pasados errores pero se vive y se aprende".
En octubre de 2017, Bonsall se casó con Courtney Tuck. Su hijo, Oliver, nació en agosto de 2019. Bonsall es actualmente miembro de la banda Sunset Silhouette.

## Filmografía
| Año         | Título                         | Papel                | Notas                                |
| ----------- | ------------------------------ | -------------------- | ------------------------------------ |
| 1986 - 1989 | Family Ties                    | Andrew "Andy" Keaton | 78 episodios                         |
| 1988        | Mickey's 60th Birthday         | Andy Keaton          |                                      |
| 1988        | Go Toward the Light            | Zack                 |                                      |
| 1988        | Day by Day                     | Andrew "Andy" Keaton | Episodio: "Trading Places"           |
| 1989        | Do You Know the Muffin Man?    | Teddy Dollison       |                                      |
| 1989        | Booker                         | Billy                | Episodio: "Deals and Wheels: Part 1" |
| 1989        | On the Television              | Googie Chowder       | Episodio: "Stupid People's Court"    |
| 1990        | Mother Goose Rock 'n' Rhyme    | Michael              |                                      |
| 1990        | Angel of Death                 | Josh                 |                                      |
| 1990        | Married People                 | Brian                | Episodio: "To Live and Drive in LA"  |
| 1991        | The Young Riders               |                      | Episodio: "Old Scores"               |
| 1991        | Shades of L.A'                 | Andy Makowski        | 2 Episodios:                         |
| 1991        | False Arrest                   | Jason Lukezic        |                                      |
| 1992 - 1994 | Star Trek: The Next Generation | Alexander Rozhenko   | 7 Episodios                          |
| 1992        | Mikey                          | Mikey Holt           |                                      |
| 1992        | Parker Lewis Can't Lose        | Andrew Keaton        | Episodio: "Civil Wars"               |
| 1993        | Distant Cousins                | Alex Sullivan        |                                      |
| 1993        | Father Hood                    | Eddie Charles        |                                      |
| 1994        | Blank Check                    | Preston Waters       |                                      |
| 1994        | Father and Scout               | Michael              |                                      |
| 1994        | Lily in Winter                 | Michael Towler       |                                      |
| 2018        | Slaughsages                    | Bonz                 | Cortometraje                         |